# Список кавалеров ордена Святителя Николая Чудотворца
Кавалеры ордена Святителя Николая Чудотворца II степени
Список составлен по алфавиту персоналий. Приводятся фамилия, имя и отчество; чин на момент награждения, часть; номер и дата приказа о награждении, номер по спискам, опубликованным генералом А.А. фон Лампе (Орден Святителя Николая Чудотворца // Лампе А. А. фон. Пути верных. Сборник статей. — Париж, 1960. — С. 123—152 ). Лица, чьи имена точно идентифицировать не удалось, не викифицируются. Курсивом выделены кавалеры, получившие орден после эвакуации Крыма 2/15 ноября 1920 года.
Список включает 338 фамилий. Достоверно неизвестно, является ли он полным. Сам генерал фон Лампе писал:

Вероятно это число близко к тому, чтобы его можно было считать исчерпывающим. 

## А
- Абрамов, Фёдор Фёдорович; генерал-лейтенант, командир Донского корпуса; Приказ Главнокомандующего № 93, 14 марта 1921 (1-94)
- Абрамович, Сергей Николаевич; капитан, 1-го танкового дивизиона; Приказ Главнокомандующего № 3651, 16 сентября 1920[4] (1-31)
- Аглаимов, Всеволод Петрович; полковник, 3-го кавалерийского полка; Приказ Главнокомандующего № 3705, 7/20 октября 1920 (1-67)
- Аджиев, Хаджи-Мурза; ротмистр, 1-го Лабинского казачьего полка; Приказ Главнокомандующего № 501, 31 октября 1921 (2-199)
- Азанчевский-Азанчеев, Глеб; поручик, 1-го автомобильного броневого дивизиона; Приказ Главнокомандующего № 242, 2 августа 1921 (2-73)
- Акимов, Владимир; поручик, Корниловского артиллерийского дивизиона; Приказ Главнокомандующего № 500, 31 октября 1921 (2-185)
- Алехин, Пётр; фельдфебель, 2-го Дроздовского стрелкового полка; Приказ Главнокомандующего № 248, 31 октября 1921 (2-147)
- Алленов , Степан Георгиевич[5]; войсковой старшина, 1-го Лабинского генерала Бабиева казачьего полка; Приказ Главнокомандующего № 501, 31 октября 1921 (2-191)
- Алтуфьев, Павел Владимирович (убит 10(23) августа 1920); подполковник, 3-го кавалерийского полка; Приказ Главнокомандующего № 3705, 7/20 октября 1920, посмертно (1-73)
- Артемов, Стефан (Степан) Васильевич (Антипович?); есаул, 2-го Донского полка; Приказ № 31, 24 января 1921 (1-102)
- Ахновский, Василий Николаевич; капитан, 3-го Дроздовского стрелкового полка; Приказ Главнокомандующего № 248, 31 октября 1921 (2-101)

## Б
- Бабецкий, Болеслав (убит); подпоручик, 1-го танкового дивизиона; Приказ Главнокомандующего № 3704, 7/20 октября 1920 (1-56)
- Бабиев, Николай Гаврилович (убит); генерал-лейтенант, начальник 1-й Кубанской дивизии; Приказ Главнокомандующего № 3620, 10 сентября 1920 (1-6)
- Байдак, Андрей Артемьевич; полковник, командир 3-го кавалерийского полка; Приказ № 31, 24 января 1921 (1-97)
- Байдак, Леонид Иванович; подпоручик, 4-го авиационного отряда; Приказ Главнокомандующего № 242, 2 августа 1921 (2-79)
- Байтадаров, Григорий Христофорович; капитан, 1-го стрелкового генерала Дроздовского полка; Приказ Главнокомандующего № 3705, 7/20 октября 1920 (1-81)
- Бакай, Иван Васильевич; хорунжий, 1-го Терского казачьего полка; Приказ Главнокомандующего № 3651, 16 сентября 1920[4] (1-43)
- Балевич, Александр Данилович; подпоручик, 1-го дивизиона танков; Приказ Главнокомандующего № 242, 2 августа 1921 (2-77)
- Балкунов, Василий Кириллович; сотник, 4-го донского атамана Назарова конного полка; Приказ Главнокомандующего № 239, 10 июля 1921 (2-47)
- Балуев, Михаил; есаул, 4-го Кубанского стрелкового полка; Приказ Главнокомандующего № 501, 31 октября 1921 (2-192)
- Барановский, Георгий Дмитриевич; капитан, 4-го авиационного отряда; Приказ Главнокомандующего № 242, 2 августа 1921 (2-65)
- Барбович, Иван Гаврилович; генерал-лейтенант, командир конного корпуса; Приказ Главнокомандующего, № 3705, 7/20 октября 1920 (1-59)
- Барыбалов, Дмитрий Константинович; полковник, 3-го кавалерийского полка; Приказ Главнокомандующего, № 77, 3 марта 1921 (2-11)
- Башмаков, Николай; младший портупей-юнкер, Атаманского военного училища; Приказ Главнокомандующего № 508, 22 декабря 1921 (2-212)
- Бекеч, Владимир Александрович; поручик, водитель танка «Генерал Скобелев»; Приказ Главнокомандующего № 242, 2 августа 1921 (2-68)
- Беляев, Борис (убит 25 мая 1920); подпоручик, 1-го танкового дивизиона; Приказ Главнокомандующего № 3704, 7/20 октября 1920, посмертно (1-57)
- Берелидзе, Владимир; подпрапорщик, Алексеевского пехотного полка; Приказ Главнокомандующего № 248, 31 октября 1921 (2-143)
- Бобров, Иван Васильевич; подпоручик, 1-го дивизиона танков; Приказ Главнокомандующего № 242, 2 августа 1921 (2-78)
- Болдырев, Степан Севастьянович; сотник, 4-го донского атамана Назарова конного полка; Приказ Главнокомандующего № 239, 10 июля 1921 (2-46)
- Бондарев, Пётр Степанович; старший портупей-юнкер, Атаманского военного училища; Приказ Главнокомандующего № 508, 22 декабря 1921 (2-211)
- Бондарь, Артём Потапович; подпоручик, 2-го Корниловского ударного полка; Приказ Главнокомандующего № 248, 31 октября 1921 (2-133)
- Борисов, Андрей; подхорунжий, Георгиевского Гундоровского полка; Приказ Главнокомандующего № 239, 10 июля 1921 (2-56)
- Борцов, Апполон; подхорунжий, Георгиевского Гундоровского полка; Приказ Главнокомандующего № 508, 22 декабря 1921 (2-215)
- Борцов, Яков Дмитриевич; штабс-капитан, 2-го Марковского пехотного полка; Приказ Главнокомандующего № 248, 31 октября 1921 (2-110)
- Брынь, Николай Гавриилович; штабс-ротмистр, 6-го кавалерийского полка; Приказ Главнокомандующего № 3705, 7/20 октября 1920 (1-86)
- Будянский, Владимир Дмитриевич (убит 16 июня 1920); поручик, 3-го стрелкового генерала Дроздовского полка; Приказ Главнокомандующего № 3705, 7/20 октября 1920, посмертно (1-88)
- Бухиник, Илья Никитич; капитан, 136-го пехотного Таганрогского полка; Приказ Главнокомандующего № 248, 31 октября 1921 (2-108)
- Буяченко, Александр Яковлевич; полковник, командир Литовского пехотного полка; Приказ Главнокомандующего, № 3651, 16 сентября 1920[4] (1-24)
- Бялковский, Николай Петрович; полковник, Корниловского артиллерийского дивизиона; Приказ Главнокомандующего № 500, 31 октября 1921 (2-168)

## В
- Васильев, Анатолий Александрович; подпоручик, 1-го Корниловского ударного полка; Приказ Главнокомандующего № 248, 31 октября 1921 (2-130)
- Верёвочкин, Сергей Сергеевич; капитан 2 ранга, командир канонерской лодки «Урал»; Приказ Главнокомандующего № 8505[6], 5 ноября 1920 (2-5)
- Ветлиц, Сергей Александрович[7]; старший урядник из вольноопределяющихся, Черноморского дивизиона; Приказ Главнокомандующего № 3705, 7/20 октября 1920 (1-92)
- Винокуров, Алексей Алексеевич; полковник, командир Белостокского пехотного полка; Приказ Главнокомандующего, № 3705, 7/20 октября 1920 (1-62)
- фон Вирен, Роберт Эдуардович (Роберт-Теодор Эдуардович-Карлович фон-Вирен; 31.08.1891-23.03.1953); старший лейтенант, командир канонерской лодки «Салгир»; Приказ Главнокомандующего № 8505[6], 5 ноября 1920 (2-7)
- Витковский, Владимир Константинович; генерал-лейтенант, начальник Дроздовской дивизии; Приказ ВСЮР № 167, 11 июля 1920 (1-5)
- Владиславлев, Алексей Евгеньевич; штабс-капитан, 1-й конной артиллерийской батареи; Приказ Главнокомандующего № 501, 31 октября 1921 (2-202)
- Власенко, Фёдор Прохорович; поручик, 2-го Корниловского ударного полка; Приказ Главнокомандующего № 248, 31 октября 1921 (2-124)
- Войцеховский, Александр Анастасьевич; штабс-ротмистр, 3-го кавалерийского полка; Приказ Главнокомандующего № 3705, 7/20 октября 1920 (1-85)
- барон Врангель, Пётр Николаевич; генерал-лейтенант, Главнокомандующий Русской армией; Постановление Орденской Николаевской Думы, 15 ноября 1921 и Приказ Главнокомандующего № 387 29 ноября 1921[8](-)
- Вяткин, Фёдор (убит 25 мая 1920); подпоручик, 1-го танкового дивизиона; Приказ Главнокомандующего № 3673[9], 28 сентября / 11 октября 1920, посмертно (1-48)

## Г
- Гавриленко, Владимир Александрович; капитан, Марковского артиллерийского дивизиона; Приказ Главнокомандующего № 500, 31 октября 1921 (2-180)
- Гаврилов, Евстафий Васильевич; юнкер, Атаманского военного училища; Приказ Главнокомандующего № 508, 22 декабря 1921 (2-214)
- Гаев, Кузьма Яковлевич; штабс-капитан, 1-го Корниловского ударного полка; Приказ Главнокомандующего № 248, 31 октября 1921 (2-114)
- Гетц, Викентий Иванович; полковник, Корниловского артиллерийского дивизиона; Приказ Главнокомандующего № 500, 31 октября 1921 (2-176)
- Гечевский, Станислав; подпоручик, 1-го Дроздовского стрелкового полка; Приказ Главнокомандующего № 248, 31 октября 1921 (2-140)
- Глебов, Иван Александрович; полковник, командир 2-го кавалерийского полка; Приказ Главнокомандующего, № 77, 3 марта 1921 (2-10)
- Гленбоцкий, Евгений Станиславович; ротмистр, 1-го кавалерийского полка; Приказ Главнокомандующего № 3705, 7/20 октября 1920 (1-77)
- Глотов, Ефим Александрович; полковник, Корниловской артиллерийской бригады; Приказ ВСЮР, № 167, 11 июля 1920 (1-11)
- Говоров, Николай Владимирович; поручик, 2-го кавалерийского полка; Приказ Главнокомандующего № 249, 31 октября 1921 (2-159)
- Голосной, Иван Тихонович; штабс-капитан, 136-го пехотного Таганрогского полка; Приказ Главнокомандующего № 248, 31 октября 1921 (2-117)
- Гольм, Анатолий Георгиевич; подполковник, 3-го кавалерийского полка; Приказ Главнокомандующего № 3705, 7/20 октября 1920 (1-75)
- Гончаров, Николай Данилович; капитан, 5-го авиационного отряда; Приказ Главнокомандующего № 3705, 7/20 октября 1920 (1-83)
- Гораин, Пётр; подпоручик, 13-й артиллерийской бригады; Приказ Главнокомандующего № 3651, 16 сентября 1920[4] (1-38)
- Гордиенко, Карп Павлович; полковник, командир 1-го ударного Корниловского полка; Приказ № 3772, 2 декабря 1920 (1-100)
- Госочинский, Леонид (убит); подпоручик, 1-го танкового дивизиона; Приказ Главнокомандующего № 3673[9], 28 сентября / 11 октября 1920 (1-47)
- Госочинский, Николай (убит); штабс-капитан, 1-го танкового дивизиона; Приказ Главнокомандующего № 3704, 7/20 октября 1920 (1-52)
- Грабовский, Сергей Александрович; ротмистр, 5-го авиационного отряда; Приказ Главнокомандующего № 3705, 7/20 октября 1920 (1-80)
- Гравицкий, Георгий Константинович; генерал-майор, командир Алексеевского пехотного полка; Приказ Главнокомандующего, № 77, 3 марта 1921 (2-8)
- Гребнев, Валентин Леонидович; подпоручик, Крымской авиационной группы; Приказ Главнокомандующего № 242, 2 августа 1921 (2-80)
- Гриценко, Иван; сотник, 1-го Лабинского генерала Бабиева казачьего полка; Приказ Главнокомандующего № 201, 10 февраля 1922 (2-226)
- Гришин, Фёдор Никитич; причисленный к генеральному штабу полковник, бывший Начальник штаба 1-й Кубанской казачьей дивизии; Приказ Главнокомандующего № 227, 10 марта 1922 (2-227)
- Губкин, Пётр Макарович; полковник, командир 6-го Донского Ермаковского полка; Приказ ВСЮР, № 176, 19 июля 1920 (1-10)
- Гунбин, Фёдор Васильевич; подполковник, командир 6-й конной батареи; Приказ Главнокомандующего № 3651, 16 сентября 1920[4] (1-29)
- Гуреев, Степан; подхорунжий, Георгиевского Гундоровского полка; Приказ Главнокомандующего № 508, 22 декабря 1921 (2-218)
- Гусельщиков, Адриан Константинович; генерал-лейтенант[10], начальник 3-й Донской дивизии; Приказ Главнокомандующего № 93, 14 марта 1921 (1-96)

## Д
- Дашкевич, Михаил Никитич; полковник, 1-го Корниловского ударного полка; Приказ Главнокомандующего, № 248, 31 октября 1921 (2-86)
- Демьяненко, Пётр (убит 25 мая 1920); подпоручик, 1-го танкового дивизиона; Приказ Главнокомандующего № 3704, 7/20 октября 1920, посмертно (1-58)
- Дзык, Михаил; подпоручик, 1-го автомобильного броневого дивизиона; Приказ Главнокомандующего № 242, 2 августа 1921 (2-75)
- Дмитриев Сергей Михайлович (убит); полковник, командир Кубанского стрелкового полка; Приказ ВСЮР, № 167, 11 июля 1920 (1-18)
- Добровольский, Виктор Валерианович; подпоручик, 2-го конного артиллерийского дивизиона; Приказ Главнокомандующего № 268, 12 июня 1922 (2-228)
- Долгачев, Михаил; юнкер, Атаманского военного училища; Приказ Главнокомандующего № 508, 22 декабря 1921 (2-213)
- Долгопятов, Андрей; подхорунжий, Георгиевского Гундоровского полка; Приказ Главнокомандующего № 508, 22 декабря 1921 (2-219)
- Домащенков, Георгий; вахмистр, Георгиевского Гундоровского полка; Приказ Главнокомандующего № 508, 22 декабря 1921 (2-216)
- Дорофеев, Калина; хорунжий, Уманского полка Кубанского казачьего войска; Приказ Главнокомандующего № 268, 12 июня 1922[11] (2-229)
- Дрон, Владимир Степанович; полковник, 3-го стрелкового генерала Дроздовского полка; Приказ Главнокомандующего, № 248, 31 октября 1921 (2-85)
- Дубина, Леонтий; подхорунжий, 1-го Полтавского казачьего полка; Приказ Главнокомандующего № 501, 31 октября 1921 (2-205)
- Дубовский, Анатолий Анатольевич; полковник, командир 1-й батареи 1-го Донского артиллерийского дивизиона; Приказ Главнокомандующего № 239, 10 июля 1921 (2-23)
- Думбадзе, Леван Самсонович; полковник, командир 2-й батареи Алексеевского артиллерийского дивизиона; Приказ Главнокомандующего № 368, 11 ноября 1921[12] (2-164)
- Дюмин, Николай; подполковник, 3-го генерала Дроздовского стрелкового полка; Приказ Главнокомандующего № 248, 31 октября 1921 (2-92)
- Дяйкин, Николай Пантелеймонович; подпоручик, 2-го Корниловского ударного полка; Приказ Главнокомандующего № 248, 31 октября 1921 (2-134)

## Е
- Емельяненко, Василий; поручик, 2-го Дроздовского стрелкового полка; Приказ Главнокомандующего № 248, 31 октября 1921 (2-120)
- Емельянов, Михаил Петрович; полковник, 1-го Марковского пехотного полка; Приказ Главнокомандующего № 509, 22 декабря 1921 (2-222)
- Ерофеев, Борис Васильевич (убит 3 сентября 1920); подполковник, 3-го кавалерийского полка; Приказ Главнокомандующего № 249, 31 октября 1921, посмертно (2-155)

## Ж
- Жедринский, Владимир Борисович; корнет, 3-го кавалерийского полка; Приказ Главнокомандующего № 3705, 7 октября 1920 (2-2)
- Желтоногов, Фёдор Ефимович; есаул, 4-го Донского атамана Назарова конного полка; Приказ Главнокомандующего № 239, 10 июля 1921 (2-30)
- Жуков, Пётр Павлович; подпоручик, 2-го Корниловского ударного полка; Приказ Главнокомандующего № 248, 31 октября 1921 (2-132)

## З
- Завалиевский, Павел Петрович (убит 25 мая 1920); подпоручик, 1-го танкового дивизиона; Приказ Главнокомандующего № 3651, 16 сентября 1920[4], посмертно (1-39)
- Завалиевский, Пётр Петрович (убит); подпоручик, 1-го танкового дивизиона; Приказ Главнокомандующего № 3704, 7/20 октября 1920 (1-55)
- Завгородний, Георгий Евдокимович; капитан, Белостокского пехотного полка; Приказ Главнокомандующего № 3651, 16 сентября 1920[4] (1-30)
- Закс, Сергей Николаевич; штабс-капитан, 34-й артиллерийской бригады; Приказ № 31, 24 января 1921 (1-105)
- Зеленин, Юрий (убит 25 мая 1920); капитан, 1-го танкового дивизиона; Приказ Главнокомандующего № 3673[9], 28 сентября / 11 октября 1920, посмертно (1-45)
- Зехов, Александр Иванович; подпоручик, 1-го танкового дивизиона; Приказ Главнокомандующего № 3651, 16 сентября 1920[4] (1-42)
- Зипунов, Георгий; фельдфебель, 2-го Дроздовского стрелкового полка; Приказ Главнокомандующего № 248, 31 октября 1921 (2-145)
- Злотников, Александр Васильевич; полковник, 2-го Корниловского ударного полка; Приказ Главнокомандующего, № 248, 31 октября 1921 (2-87)
- Золотарёв, Георгий Назарович; подъесаул, 1-го Терского казачьего полка; Приказ Главнокомандующего № 3651, 16 сентября 1920[4] (1-34)
- Золотухин, Игорь Викторович; корнет, 4-го кавалерийского полка; Приказ Главнокомандующего № 249, 31 октября 1921 (2-160)

## И
- Иванов, Евгений Васильевич; генерал-майор, Командир 6 кавалерийского полка; Приказ Главнокомандующего, № 77, 3 марта 1921 (2-9)
- Иванов, Сергей (убит); подпоручик, 1-го танкового дивизиона; Приказ Главнокомандующего № 3651, 16 сентября 1920[4] (1-41)
- Изенбек, Фёдор Артурович; полковник, Марковского артиллерийского дивизиона; Приказ Главнокомандующего № 500, 31 октября 1921 (2-174)
- Ильенко, Василий Феофилович; поручик, Марковского конного дивизиона; Приказ Главнокомандующего № 248, 31 октября 1921 (2-127)
- Исаев, Михаил Яковлевич; подхорунжий, 18-го Донского Георгиевского конного полка; Приказ Главнокомандующего № 239, 10 июля 1921 (2-54)
- Исаев, Николай Николаевич; войсковой старшина, 5-го Донского атамана Платова полка; Приказ Главнокомандующего № 239, 10 июля 1921 (2-25)

## К
- Кавторадзе, Владимир (убит до 30 октября 1920); поручик, командир броневого автомобиля «Огонь»; Приказ Главнокомандующего № 242, 2 августа 1921, посмертно (2-71)
- Казанков, Фёдор Терентьевич; подхорунжий, 6-го Донского атамана Ермака конного полка; Приказ Главнокомандующего № 239, 10 июля 1921 (2-55)
- Калянский, Юрий Григорьевич; штабс-капитан, Марковского артиллерийского дивизиона; Приказ Главнокомандующего № 500, 31 октября 1921 (2-183)
- Карпин, Александр; подпоручик, 3-го Дроздовского стрелкового полка; Приказ Главнокомандующего № 248, 31 октября 1921 (2-141)
- Карпов, Борис Владимирович; капитан 2 ранга, начальник оперативной части штаба начальника 2-го отряда судов Черноморского Флота; Приказ Главнокомандующего № 8505[6], 5 ноября 1920 (2-4)
- Касацкий, Пётр Павлович; штабс-капитан, 1-го Марковского пехотного полка; Приказ Главнокомандующего № 248, 31 октября 1921 (2-112)
- Качаловский, Константин Николаевич; войсковой старшина, командир 2-го авиационного имени генерала Каледина отряда; Приказ Главнокомандующего № 242, 2 августа 1921 (2-64)
- Качан, Павел Федотович; поручик, 5-го авиационного отряда; Приказ Главнокомандующего № 242, 2 августа 1921 (2-70)
- Керн, Сергей Николаевич; капитан, Марковского пехотного полка; Приказ Главнокомандующего № 248, 31 октября 1921 (2-97)
- Киленин, Владимир Николаевич (убит); полковник, 1-го кавалерийского полка; Приказ Главнокомандующего № 3705, 7/20 октября 1920 (1-69)
- Кириллов, Пётр (убит 30 июля 1920); хорунжий, 1-го броневого автомобильного дивизиона; Приказ Главнокомандующего № 3542, 13 августа 1920, посмертно (1-20)
- Клочков, Иван Васильевич; генерал-майор, командир 2-й бригады 2-й Донской конной дивизии; Приказ Главнокомандующего № 239, 10 июля 1921 (2-15)
- Кобаров, Михаил Алексеевич; полковник, командир конного Дроздовского дивизиона; Приказ Главнокомандующего, № 248, 31 октября 1921 (2-83)
- Кобзарь, Николай Николаевич (убит 25 мая 1920); подпоручик, 1-го танкового дивизиона; Приказ Главнокомандующего № 3651, 16 сентября 1920[4], посмертно (1-40)
- Ковалевский, Александр Владиславович; штабс-ротмистр, 3-го кавалерийского полка; Приказ Главнокомандующего № 3705, 7/20 октября 1920 (1-84)
- Коваленко, Владимир Иосифович (убит 6 августа 1920); капитан, 3-го Дроздовского стрелкового полка; Приказ Главнокомандующего № 248, 31 октября 1921, посмертно (2-100)
- Ковалинский, Дмитрий Алексеевич; полковник, командир Гвардейского кавалерийского полка; Приказ Главнокомандующего № 249, 31 октября 1921 (2-151)
- Кожухарь, Иван; поручик, Литовского пехотного полка; Приказ Главнокомандующего № 3705, 7/20 октября 1920 (1-89)
- Комоцкий, Николай Антонович; полковник, 3-го кавалерийского полка; Приказ Главнокомандующего № 249, 31 октября 1921 (2-154)
- Кондратьев, Тимофей Фёдорович; есаул, 2-го Донского казачьего сводного полка; Приказ Главнокомандующего № 239, 10 июля 1921 (2-28)
- Кордубан, Георгий Архипович; подпоручик, 1-го танкового дивизиона; Приказ Главнокомандующего № 3673[9], 28 сентября / 11 октября 1920 (1-49)
- Королёв, Фёдор Павлович; полковник, командир 1-го дивизиона Корниловской артиллерийской бригады; Приказ Главнокомандующего № 500, 31 октября 1921 (2-165)
- Кравцов, Иван; подпоручик, отдельного конного дивизиона; Приказ Главнокомандующего № 3673[9], 28 сентября / 11 октября 1920 (1-50)
- Крейтер, Владимир Владимирович; генерал-майор, командир 2-й бригады 2-й кавалерийской дивизии; Приказ Главнокомандующего, № 3705, 7/20 октября 1920 (1-60)
- Крицкий, Александр Александрович; полковник, 3-го кавалерийского полка; Приказ Главнокомандующего № 249, 31 октября 1921 (2-153)
- Кузнецов, Иван Михайлович; полковник, 18-го Донского Георгиевского конного полка; Приказ Главнокомандующего № 239, 10 июля 1921 (2-20)
- Кузьмин-Караваев, Всеволод Борисович; подполковник, 3-го кавалерийского полка; Приказ Главнокомандующего № 77, 3 марта 1921 (2-13)
- Куприянов, Михаил Петрович; хорунжий, 2-го Донского казачьего сводного полка; Приказ Главнокомандующего № 239, 10 июля 1921 (2-50)
- Кутейников, Николай Анатольевич; войсковой старшина, Крымской боевой авиационной групп; Приказ № 3788, 6 декабря 1920 (1-101)
- Кутепов, Александр Павлович; генерал-лейтенант, командир 1-го армейского корпуса; Приказ ВСЮР № 167, 11 июля 1920 (1-1)
- Кутепов, Тимофей; подпоручик, Симферопольского пехотного полка; Приказ Главнокомандующего № 3651, 16 сентября 1920[4] (1-37)
- Куявский, Александр Альфонсович; полковник, командир Таганрогского пехотного полка; Приказ Главнокомандующего, № 3651, 16 сентября 1920[4] (1-25)

## Л
- Лагутин, Александр Николаевич; штабс-капитан, лёгкого бронепоезда «Димитрий Донской»; Приказ № 31, 24 января 1921 (1-106)
- Лазарев, Иван Михайлович; есаул, 7-го Донского казачьего полка; Приказ Главнокомандующего № 239, 10 июля 1921 (2-37)
- Лебедев, Дмитрий Юрьевич; поручик, 1-го Корниловского ударного полка; Приказ Главнокомандующего № 248, 31 октября 1921 (2-123)
- Лебедев, Михаил Иванович; полковник, командир лёгкого бронепоезда «Офицер»; Приказ Главнокомандующего № 242, 2 августа 1921 (2-62)
- Левитов, Михаил Николаевич; полковник, 2-го Корниловского ударного полка; Приказ Главнокомандующего, № 3705, 7/20 октября 1920 (1-65)
- Леонов, Александр Александрович; полковник, командир 3-й Донской конной батареи; Приказ Главнокомандующего № 239, 10 июля 1921 (2-22)
- Лепилин, Александр Михайлович; полковник, Марковского артиллерийского дивизиона; Приказ Главнокомандующего № 500, 31 октября 1921 (2-170)
- Лесеневич, Владимир Митрофанович; подполковник, 6-го кавалерийского полка; Приказ Главнокомандующего № 3705, 7/20 октября 1920 (1-76)
- Лестев, Андрей Семёнович; подъесаул, 4-го Донского атамана Назарова конного полка; Приказ Главнокомандующего № 239, 10 июля 1921 (2-43)
- Летучев, Макар; вахмистр, Георгиевского Гундоровского полка; Приказ Главнокомандующего № 508, 22 декабря 1921 (2-221)
- Лещук, Николай Данилович; есаул, 1-го Марковского пехотного полка; Приказ Главнокомандующего № 248, 31 октября 1921 (2-107)
- Литвиненко, Илларион Васильевич; полковник, командир Корниловского конного полка; Приказ Главнокомандующего № 506, 22 декабря 1921 (2-206)
- Логвинов, Александр Николаевич; штабс-ротмистр, 3-го кавалерийского полка; Приказ № 27, 20 января 1921 (1-103)
- Лопатин, Владимир Николаевич; полковник, 5-го артиллерийского дивизиона; Приказ Главнокомандующего № 500, 31 октября 1921 (2-175)
- Лоран, Иван Николаевич; капитан, 1-го броневого автомобильного дивизиона; Приказ Главнокомандующего № 3502, 5 августа 1920[13]
- Лосиевский, Владимир Николаевич[14]; полковник, командир 135-го Керчь-Еникальского пехотного полка; Приказ Главнокомандующего, № 248, 31 октября 1921 (2-82)
- Лысенко, Александр; младший урядник, 1-го генерала Маркова пехотного полка; Приказ Главнокомандующего № 3651, 16 сентября 1920 (1-44)
- Любич-Яромолович — см. Ярмолович
- Лясковский (убит 1 июля 1920); поручик, 1-го Корниловского ударного полка; Приказ № 31, 24 января 1921, посмертно (1-107)

## М
- князь Макаев, Ираклий Дмитриевич (убит 20 мая 1920); штабс-капитан, 1-го танкового дивизиона; Приказ Главнокомандующего № 3704, 7/20 октября 1920 посмертно (1-53)
- Максименко, Яков Никитич; подпоручик, инженерной сотни 2-й Донской к. дивизии; Приказ Главнокомандующего № 239, 10 июля 1921 (2-49)
- Малевинский, Антон Михайлович; полковник, 1-го кавалерийского полка; Приказ Главнокомандующего № 3705, 7/20 октября 1920 (1-68)
- Малиновский, Лев Порфирьевич; корнет, Гвардейского кавалерийского полка; Приказ Главнокомандующего № 249, 31 октября 1921 (2-161)
- Мамонтов, Сергей; поручик, 13-й артиллерийской бригады; Приказ Главнокомандующего № 3705, 7 октября 1920 (2-1)
- Манштейн, Владимир Владимирович; генерал-майор, командир 3-го стрелкового генерала Дроздовского полка; Приказ Главнокомандующего, № 3651, 16 сентября 1920[4] (1-22)
- Маньшин, Иван; подпоручик 2-го Корниловского ударного полка; Приказ № 31, 24 января 1921 (1-108)
- Маркевич, Георгий; ротмистр, 3-го кавалерийского полка; Приказ Главнокомандующего № 3705, 7/20 октября 1920 (1-79)
- Мартынов, Михаил Васильевич; хорунжий, 4-го Донского атамана Назарова конного полка; Приказ Главнокомандующего № 239, 10 июля 1921 (2-51)
- Мартынов, Фёдор Николаевич; войсковой старшина, 6-го Донского атамана Ермака конного полка; Приказ Главнокомандующего № 239, 10 июля 1921 (2-26)
- Маруков, Гайк Карпович; штабс-капитан, Корниловского артиллерийского дивизиона; Приказ Главнокомандующего № 500, 31 октября 1921 (2-184)
- Маслов, Павел Максимович; войсковой старшина, 2-го Хопёрского казачьего полка; Приказ Главнокомандующего № 501, 31 октября 1921 (2-190)
- Машуков, Николай Николаевич; контр-адмирал, начальник штаба Черноморского Флота, бывший начальник 2 отряда судов Черноморского Флота и начальник обороны Азовского моря; Приказ Главнокомандующего № 8505[6], 5 ноября 1920 (2-3)
- Медведев, Тихон Борисович; есаул, 5-го Донского атамана Платова конного полка; Приказ Главнокомандующего № 239, 10 июля 1921 (2-34)
- Мезерницкий, Мстислав Владимирович; полковник, командир 8-го кавалерийского полка; Приказ ВСЮР, № 167, 11 июля 1920 (1-9)
- барон Меллер-Закомельский, Александр Владимирович; штабс-ротмистр, Гвардейского кавалерийского полка; Приказ Главнокомандующего № 361, 31 октября 1921 (2-163)
- Мельников, Сергей; подполковник, 1-го стрелкового генерала Дроздовского полка; Приказ Главнокомандующего № 3705, 7/20 октября 1920 (1-70)
- Менцендорф, Владимир Оттович (убит 25 мая 1920); поручик, 1-го танкового дивизиона; Приказ Главнокомандующего № 3704, 7/20 октября 1920, посмертно (1-54)
- Миткевич-Волчанский, Владимир Арсеньевич; полковник, 34-й артиллерийской бригады; Приказ Главнокомандующего, № 3705, 7/20 октября 1920 (1-66)
- Михайлов, Василий; старший пулемётчик, броневого автомобиля «Огонь»; Приказ Главнокомандующего № 242, 2 августа 1921 (2-72)
- Михайловский, Владимир Михайлович; капитан, 1-го стрелкового генерала Дроздовского полка; Приказ № 31, 24 января 1921 (1-104)
- Михельсон, Вальтер; штабс-капитан, 1-го Кубанского конно-артиллерийского дивизиона; Приказ Главнокомандующего № 501, 31 октября 1921 (2-203)
- Момджи, Георгий; подпоручик, 1-го автомобильного броневого дивизиона; Приказ Главнокомандующего № 242, 2 августа 1921 (2-76)
- Мономахов, Константин Петрович; капитан, 2-го конно-горного артиллерийского дивизиона; Приказ Главнокомандующего № 500, 31 октября 1921 (2-181)
- Морозов, Василий Иванович; генерал-майор, состоящий в распоряжении Донского Атамана, бывший начальник 2-й конной дивизии; Приказ Главнокомандующего, № 3651, 16 сентября 1920[4] (1-21)
- Морозов, Николай; фельдфебель, 2-го Корниловского ударного полка; Приказ Главнокомандующего № 248, 31 октября 1921 (2-144)
- Муравьёв, Георгий Вениаминович; есаул, Кубанского гвардейского казачьего дивизиона; Приказ Главнокомандующего № 501, 31 октября 1921 (2-193)

## Н
- Назаренко, Никифор Семёнович; есаул, Линейного казачьего полка; Приказ Главнокомандующего № 501, 31 октября 1921 (2-197)
- Настенко, Тихон; поручик, Брестского пехотного полка; Приказ Главнокомандующего № 3651, 16 сентября 1920[4] (1-36)
- Натус, Николай Владимирович; капитан, 1-го генерала Корнилова ударного полка; Приказ ВСЮР № 167, 11 июля 1920 (1-14)
- Нахтигаль, Вольдемар Оттович; капитан, 136-го пехотного Таганрогского полка; Приказ Главнокомандующего № 248, 31 октября 1921 (2-103)
- Нашивочников, Семён Андреевич (убит 1 октября 1920); капитан, 2-го Корниловского ударного полка; Приказ Главнокомандующего № 248, 31 октября 1921, посмертно (2-106)
- Небытов, Пётр Алексеевич; корнет, Симферопольского конного дивизиона; Приказ Главнокомандующего № 248, 31 октября 1921 (2-142)
- Низовкин, Иосиф; вахмистр, Георгиевского Гундоровского полка; Приказ Главнокомандующего № 508, 22 декабря 1921 (2-220)
- Никитин, Дмитрий Павлович; подполковник, 3-го Марковского пехотного полка; Приказ Главнокомандующего № 248, 31 октября 1921 (2-93)
- Новиков, Борис Леонидович; капитан 2 ранга, командир вооружённого ледокола «Гайдамак»; Приказ Главнокомандующего № 8505[6], 5 ноября 1920 (2-6)

## О
- Оберемок, Георгий; подполковник, 1-го Лабинского генерала Бабиева казачьего полка; Приказ Главнокомандующего № 201, 10 февраля 1922 (2-224)
- Одоевцев, Владимир Михайлович; поручик, 6-го кавалерийского полка; Приказ Главнокомандующего № 249, 31 октября 1921 (2-158)
- Осипенко, Ефим Георгиевич; капитан, 1-го Партизанского генерала Алексеева полка; Приказ Главнокомандующего № 248, 31 октября 1921 (2-104)

## П
- Падалкин, Василий Дмитриевич; капитан, 4-го Кубанского стрелкового полка; Приказ Главнокомандующего № 501, 31 октября 1921 (2-200)
- Панасюк, Михаил (убит 20 августа 1920); штабс-капитан, 2-го Корниловского ударного полка; Приказ Главнокомандующего № 248, 31 октября 1921, посмертно (2-109)
- Пашкевич, Яков Антонович (убит 15 июля 1920); полковник, командир 2-го Корниловского ударного полка; Приказ Главнокомандующего, № 3651, 16 сентября 1920[4], посмертно (1-27)
- Пензин, Константин; подпоручик, 1-го автомобильного броневого дивизиона; Приказ Главнокомандующего № 242, 2 августа 1921 (2-74)
- Песчанников, Сергей Аркадьевич; полковник, Марковского артиллерийского дивизиона; Приказ Главнокомандующего № 500, 31 октября 1921 (2-171)
- Петерс, Евгений Борисович; полковник, 1-го стрелкового генерала Дроздовского полка; Приказ Главнокомандующего, № 3705, 7/20 октября 1920 (1-64)
- Петренко, Яков Михайлович; полковник, Корниловской артиллерийской бригады; Приказ ВСЮР, № 167, 11 июля 1920 (1-12)
- Петров, Семён Игнатьевич; подпрапорщик, Гвардейского кавалерийского полка; Приказ Главнокомандующего № 249, 31 октября 1921 (2-162)
- Петрунин, Владимир; штабс-капитан, 1-го танкового дивизиона; Приказ Главнокомандующего № 3673[9], 28 сентября / 11 октября 1920 (1-46)
- Пешня, Михаил Александрович; генерал-майор, помощник начальника Корниловской ударной дивизии; Приказ Главнокомандующего, № 248, 31 октября 1921 (2-81)
- Пивоваров, Андрей Петрович; войсковой старшина, командир 2-го Георгиевской Гундоровской батареи; Приказ Главнокомандующего № 239, 10 июля 1921 (2-27)
- Пинский, Густав Конрадович; подпоручик, 1-го Корниловского ударного полка; Приказ Главнокомандующего № 248, 31 октября 1921 (2-128)
- Пио-Ульский, Антоний Георгиевич; подполковник, Корниловского артиллерийского дивизиона; Приказ Главнокомандующего № 500, 31 октября 1921 (2-179)
- Пироженко, Пётр Васильевич; штабс-капитан, 3-го Марковского пехотного полка; Приказ Главнокомандующего № 248, 31 октября 1921 (2-111)
- Писарев, Пётр Константинович; генерал-лейтенант, командир Сводного корпуса; Приказ ВСЮР № 167, 11 июля 1920 (1-4)
- Побежимов, Василий Феофилактович; полковник, 5-го Донского атамана Платова конного полка; Приказ Главнокомандующего № 239, 10 июля 1921 (2-18)
- Подольский, Сергей Иванович; ротмистр, 1-го кавалерийского полка; Приказ Главнокомандующего № 3705, 7/20 октября 1920 (1-78)
- Поляков, Анатолий Васильевич; капитан, 1-го Марковского пехотного полка; Приказ Главнокомандующего № 248, 31 октября 1921 (2-95)
- Померанцев, Александр Иванович (умер от ран 8 августа 1920); подполковник, 2-го ударного Корниловского полка; Приказ Главнокомандующего № 3705, 7/20 октября 1920, посмертно (1-71)
- Попов, Александр; поручик, Корниловской артиллерийской батареи; Приказ ВСЮР № 167, 11 июля 1920 (1-19)
- Попов, Константин Георгиевич; есаул, 5-го Донского атамана Платова конного полка; Приказ Главнокомандующего № 239, 10 июля 1921 (2-35)
- Попов, Лука Капитонович; подхорунжий, 2-го Донского казачьего полка; Приказ Главнокомандующего № 241, 2 августа 1921 (2-60)
- Попов, Павел; есаул, 4-го Донского атамана Назарова конного полка; Приказ Главнокомандующего № 239, 10 июля 1921 (2-29)
- Попов, Сергей Петрович; полковник, 1-го кавалерийского полка; Приказ № 31, 24 января 1921 (1-99)
- Попов, Фёдор Николаевич; есаул, 1-й Донской казачьей лёгкой батареи; Приказ Главнокомандующего № 239, 10 июля 1921 (2-39)
- Портянко, Степан Николаевич; сотник, 1-го Лабинского генерала Бабиева казачьего полка; Приказ Главнокомандующего № 501, 31 октября 1921 (2-204)
- Потапов, Исаакий Алексеевич; капитан, 2-го Дроздовского стрелкового полка; Приказ Главнокомандующего № 248, 31 октября 1921 (2-99)
- Пржеборовский, Виктор Станиславович; подполковник, сводной батареи 2-го конно-горного дивизиона; Приказ Главнокомандующего № 77, 3 марта 1921 (2-12)
- Пригорелов, Александр; подхорунжий, 2-го Донского казачьего полка; Приказ Главнокомандующего № 239, 10 июля 1921 (2-53)
- Протасович, Виктор Александрович; полковник, командир дивизиона Дроздовской артиллерийской бригады; Приказ Главнокомандующего № 500, 31 октября 1921 (2-166)
- Проффен, Антон Васильевич; полковник, 1-го Лабинского генерала Бабиева казачьего полка; Приказ Главнокомандующего № 501, 31 октября 1921 (2-189)
- Пруцаков, Тимофей Алексеевич; есаул, 7-го Донского казачьего полка; Приказ Главнокомандующего № 239, 10 июля 1921 (2-38)
- Пурпиш, Карл-Альберт Людвигович; полковник, Корниловского артиллерийского дивизиона; Приказ Главнокомандующего № 500, 31 октября 1921 (2-169)
- Пусторнаков, Константин Николаевич; полковник, Алексеевского артиллерийского дивизиона; Приказ Главнокомандующего № 500, 31 октября 1921 (2-173)

## Р
- Рапота, Александр Иванович; штабс-капитан, 136-го пехотного Таганрогского полка; Приказ Главнокомандующего № 248, 31 октября 1921 (2-118)
- Раппопет, Юрий Николаевич; полковник, Корниловского артиллерийского дивизиона; Приказ Главнокомандующего № 500, 31 октября 1921 (2-167)
- Рауп, Бернгард; подпоручик, 2-го Корниловского ударного полка; Приказ Главнокомандующего № 248, 31 октября 1921 (2-135)
- Рева, Сергей Валентинович; сотник, Корниловского конного полка; Приказ Главнокомандующего № 506, 22 декабря 1921 (2-208)
- Редько, Макар Иванович; поручик, 1-го генерала Корнилова ударного полка; Приказ ВСЮР № 167, 11 июля 1920 (1-16)
- Редько, Степан; младший унтер-офицер, 2-го Дроздовского стрелкового полка; Приказ Главнокомандующего № 248, 31 октября 1921 (2-150)
- Рейнгард, Юрий Александрович; подпоручик, 2-го Марковского пехотного полка; Приказ Главнокомандующего № 248, 31 октября 1921 (2-137)
- Рекке, Андрей Фомич; поручик, 2-го Корниловского ударного полка; Приказ Главнокомандующего № 248, 31 октября 1921 (2-126)
- Ремболович, Иван (убит 25 мая 1920); штабс-капитан, 1-го танкового дивизиона; Приказ Главнокомандующего № 3651, 16 сентября 1920[4], посмертно (1-33)
- Романовский, Виктор Александрович; подпоручик, 1-го Дроздовского стрелкового полка; Приказ Главнокомандующего № 248, 31 октября 1921 (2-139)
- Романюк, Степан Иванович; поручик, 2-го Корниловского ударного полка; Приказ Главнокомандующего № 248, 31 октября 1921 (2-125)
- Рубашкин, Алексей Георгиевич; генерал-майор, командир 4-го Донского атамана Назарова полка; Приказ Главнокомандующего № 508, 22 декабря 1921 (2-209)
- Ружейников, Александр Михайлович; полковник, командир 2-го Донского конного полка; Приказ Главнокомандующего, № 3651, 16 сентября 1920[4] (1-26)
- Руссов, Лука Дмитриевич; подполковник, Брестского пехотного полка; Приказ Главнокомандующего № 3651, 16 сентября 1920[4] (1-28)
- Рыбинцев, Григорий Иванович; подъесаул, 4-го Донского атамана Назарова конного полка; Приказ Главнокомандующего № 239, 10 июля 1921 (2-44)
- Рябышев, Стефан Афанасьевич; полковник, командир 1-го Донского казачьего полка; Приказ № 31, 24 января 1921 (1-98) и Приказ Главнокомандующего № 239, 10 июля 1921 (2-16)[15]

## С
- Сагайдачный, Пётр Яковлевич; подполковник, Марковского пехотного полка; Приказ Главнокомандующего № 248, 31 октября 1921 (2-91)
- Самохин, Павел Львович; подъесаул, 5-го Донского атамана Платова конного полка; Приказ Главнокомандующего № 239, 10 июля 1921 (2-45)
- Сафонов, Матвей Сергеевич; подъесаул, 4-го Донского атамана Назарова конного полка; Приказ Главнокомандующего № 239, 10 июля 1921 (2-42)
- Свешников, Фёдор Фёдорович; штабс-капитан, 1-го Марковского пехотного полка; Приказ Главнокомандующего № 248, 31 октября 1921 (2-105)
- Селин, Илья; подпоручик, 1-го Корниловского ударного полка; Приказ Главнокомандующего № 248, 31 октября 1921 (2-131)
- Сергеенко, Николай Павлович; поручик, 8-го Донского казачьего полка; Приказ Главнокомандующего № 239, 10 июля 1921 (2-48)
- Середин, Федот Демьянович; подпоручик, 3-го Корниловского ударного полка; Приказ Главнокомандующего № 248, 31 октября 1921 (2-136)
- Сережников, Александр Михайлович; подъесаул, 1-го Донского конного полка; Приказ Главнокомандующего № 239, 10 июля 1921 (2-40)
- Сидоренко; подпоручик, 1-го броневого автомобильного дивизиона; Приказ Главнокомандующего № 3502, 5 августа 1920 (1-17)
- Сироткин, Виктор; подпоручик, 1-го Корниловского ударного полка; Приказ Главнокомандующего № 248, 31 октября 1921 (2-129)
- Скоблин, Николай Владимирович; генерал-майор, начальник Корниловской дивизии; Приказ ВСЮР, № 167, 11 июля 1920 (1-8)
- Слащёв, Яков Александрович; генерал-лейтенант, командир 2-го армейского корпуса; Приказ ВСЮР № 167, 11 июля 1920 (1-3)
- Смогаржевский, Донат Ефимович; подполковник, Корниловского артиллерийского дивизиона; Приказ Главнокомандующего № 500, 31 октября 1921 (2-178)
- Соколы, Филипп Пантелеймонович; штабс-ротмистр, Дроздовского конного дивизиона; Приказ Главнокомандующего № 248, 31 октября 1921 (2-119)
- Сомов, Борис Андреевич; полковник, 1-го Лабинского генерала Бабиева казачьего полка; Приказ Главнокомандующего № 501, 31 октября 1921 (2-188)
- Сохранский, Алексей Васильевич (убит 4 декабря 1920); капитан, лёгкого бронепоезда «Георгий Победоносец»; Приказ Главнокомандующего № 242, 2 августа 1921, посмертно (2-66)
- Стадницкий-Колендо, Вячеслав Иосифович; подполковник, Марковского артиллерийского дивизиона; Приказ Главнокомандующего № 500, 31 октября 1921 (2-177)
- Станюкович, Николай Фёдорович; капитан, 1-й Кавказской конной батареи; Приказ Главнокомандующего № 500, 31 октября 1921 (2-182)
- Старчиков, Мина Кузьмич; капитан, 2-го Корниловского ударного полка; Приказ Главнокомандующего № 248, 31 октября 1921 (2-102)
- Стороженко, Борис Никитич; штабс-капитан, 1-го Корниловского ударного полка; Приказ Главнокомандующего № 248, 31 октября 1921 (2-115)
- Стрелин, Александр Викторович; капитан, Марковского пехотного полка; Приказ Главнокомандующего № 248, 31 октября 1921 (2-96)
- Сусалин, Иван Михайлович; подполковник, 4-й авиационного имени военного лётчика полковника Казакова отряда; Приказ Главнокомандующего № 242, 2 августа 1921 (2-63)
- Сычёв, Иван Григорьевич; подпрапорщик, 1-го кавалерийского полка; Приказ Главнокомандующего № 3705, 7/20 октября 1920 (1-91)

## Т
- Титов, Филипп; подхорунжий, 2-го Донского казачьего полка; Приказ Главнокомандующего № 241, 2 августа 1921 (2-61)
- Тихоненко, Борис (убит до сентября 1920); старший фейерверкер, Марковского артиллерийского дивизиона; Приказ Главнокомандующего № 500, 31 октября 1921, посмертно (2-187)
- Ткаченко, Николай Николаевич; поручик, 1-го кавалерийского полка; Приказ Главнокомандующего № 3705, 7/20 октября 1920 (1-87)
- Ткачёв, Вячеслав Матвеевич; генерал-майор, начальник авиации Русской армии; Приказ Главнокомандующего № 3294, 22 июня 1920 (1-7)
- Ткачёв, Иван Тимофеевич; хорунжий, 2-го Донского казачьего полка; Приказ Главнокомандующего № 241, 2 августа 1921 (2-59)
- Тормасин, Алексей Павлович; есаул, 5-го Донского атамана Платова конного полка; Приказ Главнокомандующего № 239, 10 июля 1921 (2-33)
- Торговицкий, Алексей Александрович; подпоручик, 34-й артиллерийской бригады; Приказ Главнокомандующего № 3705, 7/20 октября 1920 (1-90)
- Трегубов, Тимофей Фёдорович; вахмистр, Марковского конного дивизиона; Приказ Главнокомандующего № 248, 31 октября 1921 (2-146)
- Трембовельский, Александр Дмитриевич; штабс-капитан, командир танка «Генерал Скобелев»; Приказ Главнокомандующего № 242, 2 августа 1921 (2-67)
- Трофимов, Павел Михайлович; капитан, Дроздовского стрелкового полка; Приказ Главнокомандующего № 509, 22 декабря 1921 (2-223)
- Трошин, Григорий Захарович; капитан, 2-го Корниловского ударного полка; Приказ Главнокомандующего № 3705, 7/20 октября 1920 (1-82)
- Туркул, Антон Васильевич; генерал-майор, начальник Дроздовской дивизии; Приказ Главнокомандующего, № 3651, 16 сентября 1920[4] (1-23)
- Тухаев, Антон Харитонович; ротмистр, Горского конного дивизиона; Приказ Главнокомандующего № 501, 31 октября 1921 (2-198)
- Тывровский, Андрей Прокофьевич; штабс-капитан, 1-го Корниловского ударного полка; Приказ Главнокомандующего № 248, 31 октября 1921 (2-113)
- Тюнин, Александр Алексеевич; войсковой старшина, Корниловского конного полка; Приказ Главнокомандующего № 506, 22 декабря 1921 (2-207)

## У
- Удовица, Григорий Артемьевич; сотник, 1-го Уманского казачьего полка; Приказ Главнокомандующего № 501, 31 октября 1921 (2-201)
- Улагай, Сергей Георгиевич; генерал-лейтенант, командующий 2-й армией; Приказ Главнокомандующего № 3579, 25 августа 1920 (1-2)
- Урфалов, Александр Сергеевич (убит 8 августа 1920); подполковник, командир 3-го генерала Маркова пехотного полка; Приказ Главнокомандующего № 248, 31 октября 1921, посмертно (2-88)

## Ф
- Фальц, Даниил Густавович; подполковник, 6-го кавалерийского полка; Приказ Главнокомандующего № 3705, 7/20 октября 1920 (1-74)
- Фёдоров, Вадим Константинович; штабс-капитан, 2-го конно-артиллерийского дивизиона; Приказ Главнокомандующего № 201, 10 февраля 1922 (2-225)
- Фёдоров, Константин Григорьевич; поручик, 1-го Корниловского ударного полка; Приказ Главнокомандующего № 248, 31 октября 1921 (2-122)
- Федотов, Степан; старший унтер-офицер, 2-го Корниловского ударного полка; Приказ Главнокомандующего № 248, 31 октября 1921 (2-148)
- Фицхелауров, Александр Петрович; генерал-лейтенант, командир 2-й бригады 3-й Донской дивизии; Приказ Главнокомандующего № 93, 14 марта 1921 (1-95)
- Фолометов, Василий Васильевич; полковник, 10-го Донского казачьего полка; Приказ Главнокомандующего № 239, 10 июля 1921 (2-19)
- Фоменко, Пётр Емельянович; есаул, Запорожского отдельного конного дивизиона; Приказ Главнокомандующего № 501, 31 октября 1921 (2-195)
- Фомичев, Арсений; подхорунжий, Георгиевского Гундоровского полка; Приказ Главнокомандующего № 508, 22 декабря 1921 (2-217)
- Фостиков, Михаил Архипович; генерал-лейтенант, бывший начальник Черноморско-Кубанского отряда; Приказ Главнокомандующего № 3737, 14/27 октября 1920 (1-93)
- Фукс, Владимир Карлович; Генерального штаба полковник, начальник штаба 1-й кавалерийской дивизии; Приказ Главнокомандующего № 249, 31 октября 1921 (2-152)

## Х
- Хабленко, Иван; старший унтер-офицер, 1-го Дроздовского стрелкового полка; Приказ Главнокомандующего № 248, 31 октября 1921 (2-149)
- Харламов, Дмитрий; подхорунжий, 2-го Донского казачьего полка; Приказ Главнокомандующего № 239, 10 июля 1921 (2-52)
- Харьковский, Тимофей Васильевич; корнет, 3-го кавалерийского полка; Приказ Главнокомандующего № 77, 3 марта 1921 (2-14)
- Холщевников, Борис Павлович; капитан, 1-го брон. автомобильного дивизиона 1-го армейского корпуса; Приказ Главнокомандующего № 242, 2 августа 1921 (2-69)
- Хорунжий, Иван Тимофеевич; есаул, Уманского казачьего полка; Приказ Главнокомандующего № 501, 31 октября 1921 (2-194)
- Христинич, Николай Александрович; ротмистр, 4-го кавалерийского полка; Приказ Главнокомандующего № 249, 31 октября 1921 (2-157)

## Ц
- Цыганенко, Ефим; подпоручик, 3-го Марковского пехотного полка; Приказ Главнокомандующего № 248, 31 октября 1921 (2-138)

## Ч
- Чапов, Сергей Михайлович; штабс-капитан, 1-го танкового дивизиона; Приказ Главнокомандующего № 3651, 16 сентября 1920[4] (1-32)
- Чапчиков, Григорий Иванович; полковник, командир 3-го Калединского Георгиевского кавалерийского полка; Приказ Главнокомандующего № 239, 10 июля 1921 (2-17)
- Челядинов, Василий Васильевич; подполковник, Корниловского ударного полка; Приказ Главнокомандующего № 248, 31 октября 1921 (2-90)
- Чемичов, Иван Иванович[16]; ротмистр, 1-го кавалерийского полка; Приказ Главнокомандующего № 249, 31 октября 1921 (2-156)
- Черепнин, Василий Алексеевич; штабс-капитан, 1-го Дроздовского стрелкового полка; Приказ Главнокомандующего № 248, 31 октября 1921 (2-116)
- Чернов, Константин Филиппович; есаул, 4-го Донского атамана Назарова конного полка; Приказ Главнокомандующего № 239, 10 июля 1921 (2-31)
- Чеснаков, Николай Владимирович; полковник, Дроздовской артиллерийской бригады; Приказ Главнокомандующего, № 3705, 7/20 октября 1920 (1-63)
- Чибирнов, Тихон Михайлович; подполковник, Марковского пехотного полка; Приказ Главнокомандующего № 248, 31 октября 1921 (2-89)
- Чулков, Пётр Терентьевич; есаул, 4-го Донского атамана Назарова конного полка; Приказ Главнокомандующего № 239, 10 июля 1921 (2-32)
- Чупрынов, Тихон Фёдорович[17]; поручик, 3-го Дроздовского стрелкового полка; Приказ Главнокомандующего № 248, 31 октября 1921 (2-121)

## Ш
- Шапошников, Кирилл Арефьевич; есаул, 1-го Кубанского казачьего полка; Приказ Главнокомандующего № 501, 31 октября 1921 (2-196)
- Швечиков, Илья Агафангелович; есаул, 5-го Донского атамана Платова конного полка; Приказ Главнокомандующего № 239, 10 июля 1921 (2-36)
- Шебалин, Сергей Константинович; полковник, командир 4-го авиационного имени военного лётчика полковника Казакова отряда; Приказ Главнокомандующего № 3712, 7 октября 1920[18](1-51)
- Шевырёв, Фёдор Иосифович; полковник, Гундоровского Георгиевского полка; Приказ Главнокомандующего № 239, 10 июля 1921 (2-21)
- Шенберг, Михаил Вильгельмович[19]; подполковник, Марковского пехотного полка; Приказ Главнокомандующего № 248, 31 октября 1921 (2-94)
- Ширковский, Дмитрий Иосифович; подполковник, 1-го генерала Корнилова ударного полка; Приказ ВСЮР № 167, 11 июля 1920 (1-13)
- Ширяев, Афанасий Иванович; капитан, 2-го Дроздовского стрелкового полка; Приказ Главнокомандующего № 248, 31 октября 1921 (2-98)
- Шмелёв, Александр Иванович; генерал-майор, командир 5-го Донского атамана Платова полка; Приказ Главнокомандующего № 508, 22 декабря 1921 (2-210)
- Шперлинг, Александр Альфредович; полковник, Марковского артиллерийского дивизиона; Приказ Главнокомандующего № 500, 31 октября 1921 (2-172)
- Шпынев, Тимофей; подхорунжий, 1-й батареи 1-го Донского лёгкого артиллерийского дивизиона; Приказ Главнокомандующего № 239, 10 июля 1921 (2-57)
- Шурыгин, Иван; поручик, Брестского пехотного полка; Приказ Главнокомандующего № 3651, 16 сентября 1920[4] (1-35)

## Щ
- Щеглов, Василий Павлович; полковник, командир 3-го ударного Корниловского полка; Приказ Главнокомандующего, № 3705, 7/20 октября 1920 (1-61)

## Э
- фон Эссен, Владимир; полковник, 136-го пехотного Таганрогского полка; Приказ Главнокомандующего, № 248, 31 октября 1921 (2-84)

## Ю
- Юдин, Василий Севастьянович; войсковой старшина, 4-го Донского атамана Назарова конного полка; Приказ Главнокомандующего № 239, 10 июля 1921 (2-24)
- Юркин, Фёдор Степанович; подъесаул, 2-го Донского казачьего полка; Приказ Главнокомандующего № 241, 2 августа 1921 (2-58)

## Я
- Яблочков, Алексей Николаевич; поручик, Корниловского артиллерийского дивизиона; Приказ Главнокомандующего № 500, 31 октября 1921 (2-186)
- Яновский, Георгий Васильевич; подполковник, бывшего 5-го (затем 1-го) кавалерийского полка; Приказ Главнокомандующего № 3705, 7/20 октября 1920 (1-72)
- Янюшкин, Александр Дмитриевич; подъесаул, 4-го Донского атамана Назарова конного полка; Приказ Главнокомандующего № 239, 10 июля 1921 (2-41)
- Ярмолович (Любич-Ярмолович); штабс-капитан, 3-го отряда 1-го танкового дивизиона; Приказ Главнокомандующего № 3241, 26 мая 1920[20] (1-15)

## Статистика
В числе награждённых было:
- генералов и адмиралов — 25, в том числе:
  - генерал-лейтенантов — 12
  - генерал-майоров — 12
  - контр-адмиралов — 1
- офицеров — 304, в том числе:
  - штаб-офицеров — 99, из них:
    - полковников — 62
    - подполковников — 25
    - войсковых старшин — 9
    - капитанов 2 ранга — 3

  - обер-офицеров — 181, из них:
    - капитанов — 30
    - ротмистров — 9
    - есаулов — 18
    - старших лейтенантов — 1
    - штабс-капитанов — 25
    - штабс-ротмистров — 6
    - подъесаулов — 8
    - поручиков — 27
    - сотников — 6
    - подпоручиков — 40
    - корнетов — 5
    - хорунжих — 6
- юнкеров — 4, в том числе:
  - старших портупей-юнкеров — 1
  - младших портупей-юнкеров — 1
  - юнкеров — 2
- нижних чинов (только унтер-офицеры) — 30, в том числе:
  - подпрапорщиков — 3
  - подхорунжих — 13
  - фельдфебелей — 3
  - вахмистров — 4
  - старших унтер-офицеров — 2
  - старших урядников — 1
  - старших фейерверкеров — 1
  - младших унтер-офицеров — 1
  - младших урядников — 1
  - старших пулемётчиков — 1